# Loxogramme chinensis
Loxogramme chinensis är en stensöteväxtart som beskrevs av Ren-Chang Ching. Loxogramme chinensis ingår i släktet Loxogramme och familjen Polypodiaceae. Inga underarter finns listade.